# Myiagra galeata
El monarca moluqueño  (Myiagra galeata) es una especie de ave paseriforme de la familia Monarchidae endémica de las Molucas, Indonesia.

## Distribución y hábitat
Se encuentra en la mayoría de las islas principales de las Molucas, salvo las Sula. Su hábitat natural son las selvas tropicales húmedas de zonas bajas.